# Phalaris paradoxa
Espèce
Phalaris paradoxa ou Alpiste paradoxal est une espèce de plantes annuelles de la famille des Poaceae (graminées) appartenant au genre Phalaris.

## Liste des variétés et formes
Selon Tropicos (7 août 2014) (Attention liste brute contenant peut-être des synonymes) :
- variété Phalaris paradoxa var. appendiculata (Schult.) Chiov.
- variété Phalaris paradoxa var. coerulescens (Desf.) Paunero
- variété Phalaris paradoxa var. intacta Coss. & Durieu
- variété Phalaris paradoxa var. intermedia Coss. & Durieu
- variété Phalaris paradoxa var. megastachys Goiran
- variété Phalaris paradoxa var. microstachys Goiran
- variété Phalaris paradoxa var. paradoxa
- variété Phalaris paradoxa var. praemorsa (Lam.) Coss. & Durieu
- forme Phalaris paradoxa fo. appendiculata (Schult.) Chiov.
- forme Phalaris paradoxa fo. nana Chiov.
- forme Phalaris paradoxa fo. praemorsa (Lam.) Paunero